# Exon Arzú
Exon Saturnino Arzú Suazo (Balfate, Honduras; 19 de mayo de 2004) es un futbolista hondureño. Juega de delantero y su equipo actual es el Houston Dynamo de la Major League Soccer.

## Trayectoria
Arzú comenzó su carrera en 2021 en el Real España. De cara a la temporada 2024, fue cedido al Houston Dynamo 2 de la MLS Next Pro.

## Selección nacional
Es seleccionado juvenil por Honduras.

## Estadísticas
Actualizado al último partido disputado el 24 de marzo de 2024.
| Club                            | Div.          | Temporada     | Liga  | Liga  | Copas nacionales | Copas nacionales | Copas internacionales | Copas internacionales | Total | Total |
| Club                            | Div.          | Temporada     | Part. | Goles | Part.            | Goles            | Part.                 | Goles                 | Part. | Goles |
| ------------------------------- | ------------- | ------------- | ----- | ----- | ---------------- | ---------------- | --------------------- | --------------------- | ----- | ----- |
| Real España Honduras            | 1.ª           | 2021-22       | 1     | 0     | —                | —                | —                     | —                     | 1     | 0     |
| Real España Honduras            | 1.ª           | 2022-23       | 6     | 0     | —                | —                | —                     | —                     | 6     | 0     |
| Real España Honduras            | 1.ª           | 2023-24       | 13    | 1     | —                | —                | 2                     | 0                     | 15    | 1     |
| Real España Honduras            | Total club    | Total club    | 20    | 1     | 0                | 0                | 2                     | 0                     | 22    | 1     |
| Houston Dynamo 2 Estados Unidos | 3.ª           | 2024          | 2     | 2     | —                | —                | —                     | —                     | 2     | 2     |
| Houston Dynamo 2 Estados Unidos | Total club    | Total club    | 2     | 2     | 0                | 0                | 0                     | 0                     | 0     | 0     |
| Total carrera                   | Total carrera | Total carrera | 22    | 3     | 0                | 0                | 0                     | 0                     | 24    | 3     |